# Rolls-Royce Turboméca RTM322
Il Rolls-Royce Turboméca RTM322 è un motore aeronautico turboalbero prodotto dall'azienda Rolls-Royce Turboméca Limited, una joint venture tra la Rolls-Royce plc e Turboméca.
Il motore, progettato principalmente per soddisfare una vasta gamma di modelli di elicottero per uso militare e commerciale, può essere usato anche per applicazioni marittime ed industriali.
La prima commessa venne ricevuta nel 1992 per la motorizzazione di 44 Merlin HM1 ed entrati in servizio nella Royal Navy nel 1998.

## Versioni
- RTM322 Mk 250 : potenza erogata all'albero 2 270 shp (1 693 kW), peso a vuoto 244 kg (539 lb), in dotazione ad EH101 e WAH-64 Apache
- RTM322-01/9 : potenza erogata all'albero 2 412 shp (1 799 kW), peso a vuoto 228 kg (503 lb), pressione 15,0:1, in dotazione all'NH90
- RTM322-01/9A : potenza erogata all'albero 2 544 shp (1 897 kW), pressione 15,2:1, in dotazione all'NH90

## Applicazioni
- AgustaWestland AW 101 Merlin Mk 1 ed Mk 3
- NHIndustries NH90
- Westland WAH-64 Apache